# Экономическая реформа
Экономическая реформа — это государственная политика, направленная на изменение способа функционирования экономической системы. Экономическая реформа может осуществляться путём правового регулирования или мер прямого государственного воздействия (фискальных, административных и других).

## Концепция
Цель экономических реформ — улучшить экономическое положение страны, в том числе в таких вопросах, как снижение уровня безработицы, сокращение экономического неравенства или увеличение ВВП.
Экономические реформы могут встречать различные нормативные и институциональные барьеры. Генеральный секретарь ОЭСР Анхель Гурриа отмечал, что осуществление реформ — непростая задача. Есть несколько факторов, которые препятствуют их успешному завершению. Меры, которые иногда приходится принимать, болезненны для определённых групп, которые могут объединиться, чтобы заблокировать их. В то время как тех, кто выиграет от реформы, труднее мобилизовать для коллективных действий. Результаты реформ обычно материализуются в среднесрочной и долгосрочной перспективе и не учитывают календарь выборов. Каждый следующий этап реформ сложнее предыдущего, поскольку по пути вы расходуете политический капитал.
Правительства периодически привлекают специалистов к разработке программы реформ (например, программа 500 дней), однако форма и степень реализации такой программы определяются текущей экономической и политической ситуацией.
В некоторых случаях экономические реформы позволяют стране добиться успеха. Пример Китая часто упоминается потому, что принятые в нём меры по либерализации маоистской экономики позволили добиться значительного роста в прошедшие десятилетия. Другие реформы имели менее однозначный успех, как, например, в странах с переходной экономикой, возникших сразу после распада СССР.